# Jordan (canção)

Capa do single.

"Jordan" é uma canção do guitarrista e multi-instrumentista estadunidense Buckethead. A canção nunca apareceu em lançamentos até 18 de agosto de 2009, quando foi lançada como single via digital download no Amazon MP3. Mais tarde, ela ganhou maior popularidade como parte do vídeo game Guitar Hero II.

## Sobre a Música
Antes da inclusão de uma versão de estúdio de "Jordan" no Guitar Hero II, a música era tocada ao vivo por Buckethead em uma série de shows. Ao executar a canção, Buckethead omitia os solos de guitarra e começava outra música (geralmente "Buddy Post Office" do álbum Giant Robot), ou uma improvisação. Uma versão inicial  ao vivo foi lançada no álbum ao vivo "Vertebrae" da banda Praxis.
Desde o lançamento da versão de estúdio, Buckethead frequentemente incluí o solo em suas performances ao vivo de Jordan. Uma versão alternativa de "Jordan" foi re-criada especificamente para o jogo Guitar Hero II. É considerada uma das canções mais difíceis de jogar na dificuldade Expert, devido à complexidade de seus solos de guitarra. Na versão Xbox 360, o "Kick the Bucket Award" é uma realização no valor de 30 no gamerscore, e é concedido para a conclusão da música na dificuldade Expert. As porções mais rápidas do solo chegam a atingir cerca de 15,47 notas por segundo (116 BPM em um medidor de 4/4). Nesta parte do solo, Buckethead toca as notas usando a técnica de Tapping com as duas mãos. A porção do solo que não utiliza o Tapping chega a atingir uma velocidade de 11,6 notas por segundo (116 BPM em um medidor 4/4). A série Guitar Hero 'residente guitarrista Marcus Henderson afirmou que se sente que "Jordan" foi uma das melhores coisas que ele já gravou. também declarou em uma entrevista com que o nome "Jordan" foi uma homenagem para Michael Jordan, do qual Buckethead é um grande fã.

## Técnica
O riff principal de "Jordan" é tocado usando hammer-ons e pull-offs com a mão esquerda, enquanto a mão direita usa o kill switch. O riff principal também utiliza o extensivo uso do Whammy  da Digitech Whammy.O solo é muito rápido com secções de até 15.47 notas por segundo na parte onde Buckethead utiliza o Tapping com as duas mãos.